# Liste der Monuments historiques in Villers-la-Combe
Die Liste der Monuments historiques in Villers-la-Combe führt die Monuments historiques in der französischen Gemeinde Villers-la-Combe auf.

## Liste der Immobilien
| Bezeichnung   | Beschreibung               | Standort               | Kennzeichnung | Schutzstatus | Datum | Bild           |
| ------------- | -------------------------- | ---------------------- | ------------- | ------------ | ----- | -------------- |
| Croix du Mont | Wegekreuz, bezeichnet 1622 | Rue de l’Église (Lage) | PA00101761    | Inscrit      | 1989  | weitere Bilder |